# Mikrometerokular
Als Mikrometerokular wird das Okular eines Messfernrohrs bezeichnet, das durch ein integriertes Mikrometer (Optik) die Messung feinster Winkeldifferenzen gestattet.
Um sich für solche Präzisionsmessungen zu eignen, muss die optische und mechanische Bauart des Okulars die Anbringung der entsprechenden Messeinheit in seiner Brennebene gestatten. Das Mikrometer ersetzt das sonst übliche Fadenkreuz oder Fadennetz. Die ersten Messokulare wurden bereits im 17. Jahrhundert konstruiert und von Astronomen wie Wilhelm Herschel oder Friedrich Wilhelm Bessel weiterentwickelt, vor allem zur geografischen Ortsbestimmung sowie zur Messung von Sternkoordinaten und Doppelsternen. Ihre technische Vollendung erreichten sie im 19. Jahrhundert – unter anderem durch die Unternehmen Repsold und Starke & Kammerer – beziehungsweise (für Spezialzwecke) im frühen 20. Jahrhundert. Neue Mikrometerarten und Zielmethoden wurden schließlich auch durch Raumfahrt und Satellitengeodäsie angeregt.
Zu den wichtigsten klassischen Bauweisen gehören das Fadenmikrometer, das Ringmikrometer und das in der Geodäsie meist verwendete Registriermikrometer (unpersönliches Mikrometer) zur halbautomatischen Zeitbestimmung mit Gestirnen. Es kann bei Universalinstrumenten (z. B. dem DKM3) um 90° gedreht und so auch für präzise Breitenbestimmung nach Horrebow-Talcott verwendet werden.